# Società Italiana Vetture Elettriche Turrinelli & C.
Die Società Italiana Vetture Elettriche Turrinelli & C. war ein italienischer Hersteller von Automobilen.

## Unternehmensgeschichte
Gino Turrinelli gründete 1899 in Mailand das Unternehmen zur Produktion von Automobilen. Der Markenname lautete SIVE. 1903 wurde daraus die Camona Giussani Turrinelli. Es ist keine Verbindung zu Turinelli & Pezza bekannt.

## Fahrzeuge
Die Fahrzeuge hatten Elektromotoren. Die ersten Modelle hatten zwei Radnabenmotoren mit jeweils 5 PS Leistung in den Hinterrädern. Im Angebot waren Personenwagen, Lieferwagen und Hotelomnibusse. Die Getriebe verfügten über vier Gänge.